# Felizon
Il rio Felizon è un torrente che scorre a nord della Conca Ampezzana attraversando la val Felizon in cui ha scavato una forra di 80 m di profondità.
Nasce ad ovest della Forzela Verza e, dopo aver raccolto le acque del Rufiedo, si getta nel Boite.
Sul rio Felizon si pratica il torrentismo (canyoning), mentre l'itinerario circolare tra la Rocca di Podestagno e la forra del rio Felizon (segnavia CAI 201) è un'escursione classica del Parco naturale regionale delle Dolomiti d'Ampezzo.
Nella stagione invernale le cascate di ghiaccio della gola richiamano gli sportivi appassionati di arrampicate sul ghiaccio.